# Apollo del Tevere
L'Apollo del Tevere è una statua in marmo, più grande della grandezza naturale, raffigurante Apollo. Attualmente è conservata al Museo Nazionale Romano presso il Palazzo Massimo alle Terme di Roma.

## Storia
Si tratta di una copia romana di epoca adrianea o antonina di un originale greco del 450 a.C., ripescata a Roma dal Tevere durante i lavori di costruzione del Ponte Garibaldi (avvenuti tra il 1885 e il 1888).  
Un'altra versione della stessa tipologia è stata scoperta nelle rovine di Cherchell, in Algeria, nella provincia romana di Mauretania. Una copia, invece, era presente in passato nei giardini di Villa Borghese.

## Descrizione

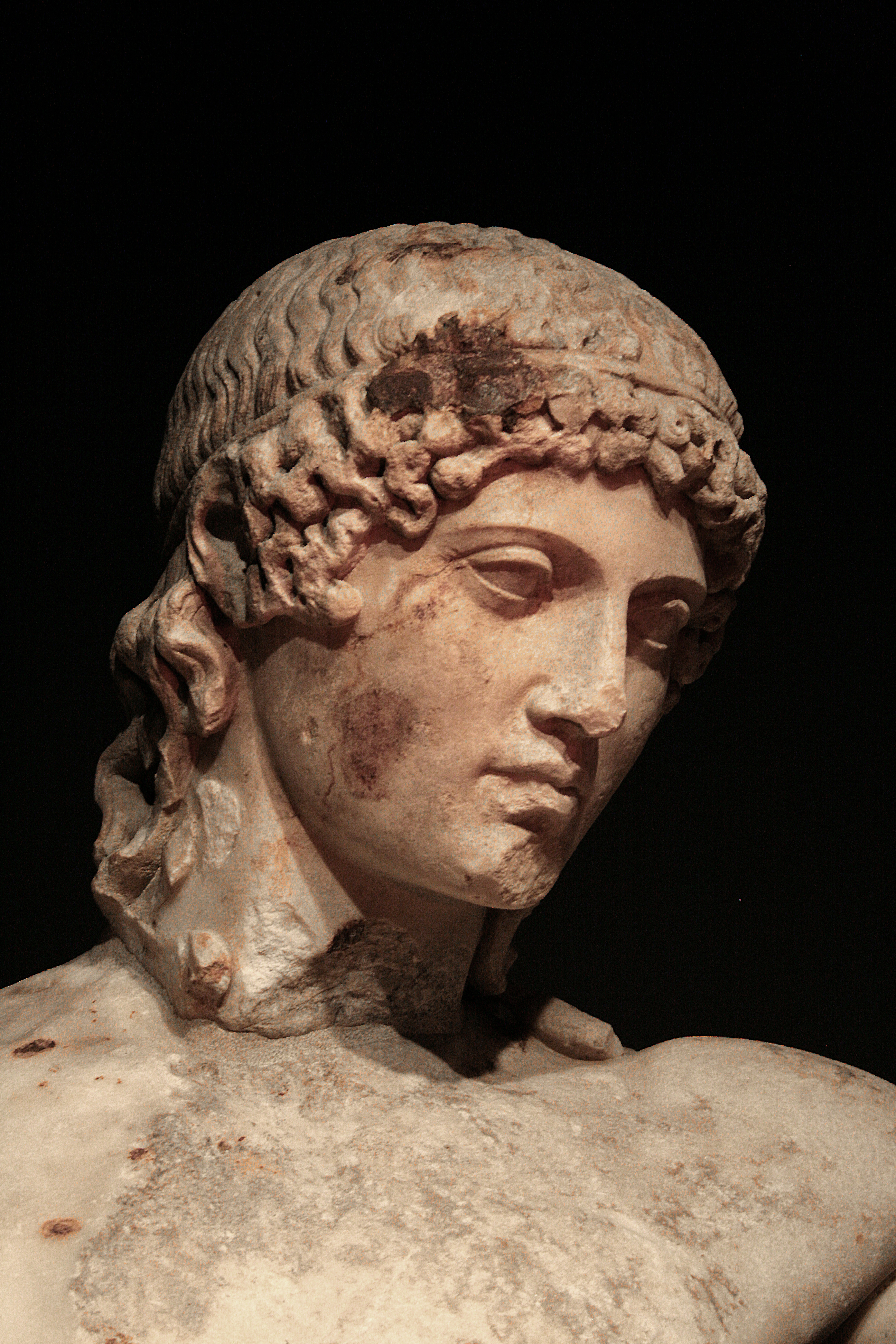
Dettaglio del volto

Dallo stile dell'opera traspare l'influenza della scuola di Fidia, forse si tratta di un'elaborazione dello stesso Fidia, nei suoi anni giovanili, così come suggerisce Jiří Frel; Kenneth Clark afferma che "se questa rappresentazione, al posto dell'Apollo del Belvedere, fosse stata nota al Winckelmann, la sua intuizione e il suo bellissimo dono di ri-creazione letteraria sarebbero stati sostenuti meglio dalle qualità scultoree del soggetto." Di quest'ultimo, inoltre, Brian A. Sparkes ricorda che "l'effetto generale delle copie tende sempre alla dolcezza, ed è così anche qui."
La figura, con i suoi ricci femminili, potrebbe aver avuto un ramo di alloro e l'arco, considerando che non si tratta di un citarista. La pensierosa, malinconica riservatezza di questo Apollo servì da ispirazione per il modello iconografico delle teste raffiguranti Antinoo, soggetto simbolo dell'arte adrianea del secolo successivo.